# Austrodecus kelpi
Austrodecus kelpi is een zeespin uit de familie Austrodecidae. De soort behoort tot het geslacht Austrodecus. Austrodecus kelpi werd in 1977 voor het eerst wetenschappelijk beschreven door Pushkin. 